# Syngonanthus flaviceps
Syngonanthus flaviceps är en gräsväxtart som beskrevs av Silveira. Syngonanthus flaviceps ingår i släktet Syngonanthus och familjen Eriocaulaceae. Inga underarter finns listade i Catalogue of Life.